# After the Funeral
After the Funeral (Depois do funeral, no Brasil / Os abutres ou O Caso do Funeral Fatal, em Portugal) é um Investigação de Agatha Christie, publicado em 1953. 
É um caso investigado pelo detetive belga Hercule Poirot.

## Resumo
Depois do funeral de Richard Abernethie, rico industrial, sua família reúne-se em Enderby Hall, residência do falecido. É nesse momento que sua irmã, Cora Lansquenet, que sempre teve por hábito fazer comentários impertinentes, insinua que Richard não morreu de morte natural: foi assassinado. Após breve desconforto, o testamento é lido e todos seguem suas vidas normalmente.
Até que no dia seguinte, Cora é brutalmente assassinada a machadadas em sua casa. O advogado da família Abernethie, o Sr. Entwhistle, chama o seu amigo Hercule Poirot para ajudar a descobrir toda a verdade. Poirot então encarrega seu amigo, o Sr. Goby, de reunir informações sobre os familiares, suspeitos do caso: Timothy Abernathie, único irmão vivo de Richard; Maude, esposa de Timothy; Susan Banks, George Crossfield e Rosamund Shane, sobrinhos e herdeiros de Richard; Gregory Banks e Michael Shane, maridos de Susan e Rosamund; e Helen Abernathie, cunhada de Richard, viúva de seu irmão Leo. 
Munido de informações e sob falsa identidade e pretexto, Poirot se infiltra em Enderby Hall. 